# Journée internationale des survivants du suicide
La Journée internationale des survivants du suicide a été désignée par le Congrès des États-Unis comme un jour où les amis et la famille de ceux qui sont morts par suicide peuvent se rassembler pour la guérison et le soutien. Ce jour tombe toujours en novembre, le samedi avant la Thanksgiving américaine.

## Histoire
En 1999, le sénateur Harry Reid, survivant du suicide de son père, présente une résolution au Sénat des États-Unis qui mène à la création de la Journée nationale des survivants du suicide. Lorsque les citoyens d'autres pays ont commencé à célébrer la journée dans leurs communautés locales, elle est alors rebaptisée Journée internationale des survivants du suicide.

## Contexte
Chaque année, la Fondation américaine pour la prévention du suicide (en) parraine la Journée internationale des survivants de suicide, un programme qui unit les survivants de la perte de suicide à travers le monde. Lors d'événements dans des centaines de villes réparties sur six continents, les survivants de la perte de suicide se rassemblent pour se souvenir de leurs proches et s'offrir mutuellement un soutien. La Fondation américaine pour la prévention du suicide produit un programme présenté lors de ces événements qui présente des histoires personnelles et des conseils d'autres survivants et des professionnels psychiatriques. Ces événements aident les survivants à faire face à la tragédie de perdre quelqu'un suicidé.

## Éditions
- 2016 : 19 novembre.
- 2017 : 18 novembre.
- 2018 : 17 novembre.
- 2019 : 23 novembre.
- 2020 : 21 novembre.
- 2021 : 20 novembre.